# Curtis Davies
Curtis Davies (ur. 15 marca 1985 w Londynie) – angielski piłkarz występujący na pozycji obrońcy w Derby County. Posiada również obywatelstwo Sierra Leone.